# Sveta Filomena
Filomena (starogrčki: Ἁγία Φιλουμένη, romanizirano: Hagía Philouménē) ili Filomena Rimska (oko 10. siječnja 291. – oko 10. kolovoza 304.) bila je djevica, mučenica i svetica.
Njezini ostaci su otkriveni 25. svibnja 1802. u Priscilinoj katakombi. Tri pločice koje su okruživale grobnicu nosile su natpis, „Pax Tecum Filumena” (tj. „Mir tebi, Filomena”). Na grobnici se nalaze uklesani simboli sidra, strijele, palme, biča i ljiljana. Filomena je zaštitnica dojenčadi, siromaha, studenata, nerotkinja i mladih i poznata je kao „čudotvorica”.
Posmrtni ostaci premješteni su 1805. godine u Mugnano del Cardinale. Tamo je postala žarište raširene pobožnosti; nekoliko se čuda pripisuje Filomeninu zagovoru, uključujući ozdravljenje Pauline Jaricot (1835.). Ivan Vianney pripisao je njezinu zagovoru izvanredna ozdravljenja koja su drugi pripisivali njemu.
Od 1837. do 1961. slavlje njezinog blagdana bilo je odobreno za regionalne kalendare, ali nikada nije bilo uključeno u Opći rimski kalendar.

## Životopis
O životu svete Filomene mogu se pronaći tek podatci kroz ukazanja koja su imali katolički vidioci.
Prvo je viđenje jednog mladog umjetnika. Ove poruke je poznavao i don Francesco de Lucia, a njegovo je djelo bilo podijeljeno u tisućama primjeraka u Napuljskom kraljevstvu i okolnim državama. Prema njemu, Dioklecijan je bio zaljubljen u djevicu Filomenu. Kako ga je ona odbijala, osudio ju je na muke s nadom da će je njegova strogost na kraju prisiliti da popusti njegovim željama. Na kraju joj je dao odrubiti glavu.
Drugo viđenje je svećenika koji je bio iznimno posvećen svetoj Filomeni. Don Francesco de Lucia navodi kako je o svemu što je napisao o tome izravno obaviješten od samog svećenika. Prema njemu sveta Filomena je mučena zato što je odbila Dioklecijanovu ruku, koji ju je namijenio za svoju ženu; a motiv njezina odbijanja bio je zavjet koji je dala da će zauvijek ostati djevica. Prema njemu, to se dogodilo 304. godine.
Treće viđenje je imala Maria Luisa di Gesù, dominikanska trećoredica iz Napulja, 3. kolovoza 1833. godine. Prema njoj, Filomena je bila kći grčkog veledostojnika i majke koja je također bila plemiće krvi. Kako su bili bez djece, stalno su prinosili poganskim bogovima žrtve i molitve za djecu. Liječnik iz Rima, po imenu Publije, koji je živio u palači u njihovoj službi, obratio se na kršćanstvo. Maria Luisa navodi kako im je on obećao potomstvo ako pristanu primiti krštenje, što su oni i učinili. Djetetu su dali ime Lumena, u aluziji na svjetlo vjere, a na dan krštenja dali su joj ime Filumena (filia luminis; kći svjetla). Zbog rata kojim je prijetio Dioklecijan, čitava obitelj odlazi u Rim. Filomena je tada imala trinaest godina. Za vrijeme carske audijencije, Dioklecijan je ponudio staviti na raspolaganje sve svoje snage, u zamjenu za Filomenu. Njezin je otac odmah pristao na carev prijedlog, ali je Filomena odbijala ponudu.
Nakon toga, car ju je stavio u jedan od zatvora svoje palače. U zatvoreništvu je provela 40 dana. Zatim ju je Dioklecijan dao javno bičevati. Kako ne bi umrla odvučena je natrag u zatvor. Dioklecijan je njezino preživljavanje pripisao Jupiteru. Nakon toga je bačena sa sidrom oko vrata u Tiber. Maia Luisa navodi da kada je bačena u rijeku, dva su anđela presjekla uže na koje je bilo zavezano sidro, a nju prenijeli na obale rijeke.
Dioklecijan ju je zatim dao vući ulicama Rima, a zatim je naredio da strijeljaju. Iako teško ranjena, uspjela je preživjeti te je ponovno strijeljana. U tome trenutku strijelci nisu mogli napeti lukove te je naredio da se strjelice ražare u peći. Strijele su tada krenule u suprotnom smjeru i vratile se da pogode one koji su ih bacili. Konačno je Dioklecijan naredio da joj se odsiječe glava. Maria Luisa navodi kako je to bilo, 10. kolovoza, u petak, u 15 sati.

## Štovanje
Pobožnost uključuje nošenje „Filomeninog pojasa”, crveno-bijele boje (mučeništvo i čistoća), koja je imala niz oprosta vezanih uz sebe, uključujući potpuni oprost na dan kada je uže nošeno prvi put. Nošenje pojasa odobrila je Kongregacija za obrede, 15. siječnja 1883. godine. Postoji i krunica svete Filomene, s tri bijela zrnca u čast Presvetog Trojstva i 13 crvenih zrna u čast 13 godina Filomeninog života te litanije svete Filomene. Također, postoji i ulje sv. Filomene koje se dijeli u svetištu u Mugnanu.
Jedno od poznatijih uslišanja bilo je ozdravljenje Pauline Jaricot na samrti, osnivačice Društva za širenje vjere, u Filomeninu svetištu 10. kolovoza 1835. Nakon ozdravljenja svojemu je imenu dodala ime Filomena. Jaricot je u Lyonu dala podići kapelu u čast sv. Filomene. Zbog toga je po nalogu pape Grgura XVI. izdan je dekret Kongregacije svetih obreda, 30. siječnja 1837., o svetičinom javnom štovanju, na dan 11. kolovoza. Od tada, pa do pontifikata pape Pija X. izdano je 19 isprava kojim s potvrdno potiče njezino štovanje, iako njezino ime nikada nije bilo uneseno u Rimski martirologij. Jedan od većih štovatelja bio je i sv. Ivan Vianney koji je u svojoj kapelici podigao oltar njoj na čast.
Prvi životopis sv. Filomene objavio je 1833. Francesco de Lucia. Postoje njeni kipovi na visokim stupovima u francuskom marijanskom svetištu La Sallete i u gradu Arsu. Slika i oltar sv. Filomene, nalaze se u pariškoj crkvi sv. Gervazija, koja je uspjela ostati sačuvana za vrijeme Francuske revolucije, kada su je Jakobinci htjeli uništiti. Svetište u Mugnanu izdaje glasnik „Messaggero di Santa Filomena”. Tamo je održan i prvi kongres o sv. Filomeni, 1992. godine. U Švicarskoj izlazi časopis „Philomena” na njemačkom jeziku od 1991. godine te „Sta Filomena” u Portugalu. U indijskoj biskupiji Mysore postoji katedrala sv. Filomene.
U Hrvata je veliki poznavatelj života i rada sv. Filomene fra Bogdan Cvetković. Kip sv. Filomene u Hrvatskoj otkriven je 2007. u župnoj crkvi u Molvama ispod pokrajnjeg oltara sv. Antuna. U Dalmaciji, u Cisti Provo je sjedište bratovština svete Filomene za Hrvatsku. Također, u Velikoj Gorici, na gradskom groblju, postoji kapela sv. Filomene, izgrađena 1891. godine. 

### Otkriće relikvija
Njeno štovanje počelo je u 19. stoljeću, nakon što su arheološkim istraživanjima pronašli njen grob, 24./25. svibnja 1802. u katakombama sv. Priscile u Rimu. Uz njene posmrtne ostatke, bile su tri glinene pločice s epitafom ispisanim crvenim slovima. Pronađena je i razbijena bočica s tamnim prahom nalik na krv. Na drugoj glinenoj pločici bio je urezan palmin list, što je pored bočice s krvi, znak kojim se označava grob mučenika. Na prvoj pločici pisalo je lumena, na drugoj pax te, a na trećoj cum fi. Antički je običaj bio, da se natpis započne od druge ploče. Prema tome, pisalo je pax tecum filumena što na latinskom jeziku znači - mir s tobom Filumena. Od pronalaska 1802. do 1805., relikvije su čuvane u Rimu, u jednoj dvorani, gdje su bile relikvije i drugih svetaca i mučenika. Relikvije su do 1805. godine čuvane u dvorani zajedno s kostima drugih mučenika.
Napuljski svećenik, Francesco de Lucia, želio je za svoju kućnu kapelu u svom rodnom mjestu relikvije nekog sveca. U srpnju 1805., spontano je između mnogih relikvija, izabrao relikvije sv. Filomene. Za vrijeme mise u čast prijenosa relikvija, 10. kolovoza 1805., zabilježeno je čudo, kada je 10-godišnje nepokretno dijete prohodalo. Zbog raširene pobožnosti don Francesco je odobrio da relikvije ostanu na pokrajinskom oltaru crkve Majke Milosti u Mugnanu.

### Liturgija
Po nalogu pape Grgura XVI. izdan je dekret Kongregacije svetih obreda, 30. siječnja 1837., o svetičinom javnom štovanju, na dan 11. kolovoza. Filomena nikada nije bila uvrštena u Rimski martirologij, u koji se štovane osobe uvrštavaju odmah nakon proglašenja blaženom ili svetom. U tipskom izdanju Rimskog misala iz 1920. Filomena se spominje 11. kolovoza, s naznakom da se misa za njezin blagdan u potpunosti preuzima iz zajedničkog slavlja za djevice mučenice, bez ikakvih vlastitosti.
Dana 14. veljače 1961. Sveta Stolica je naredila da se Filomenino ime ukloni iz svih liturgijskih kalendara.
Broj 33. ovog dokumenta naredio je uklanjanje 14 imenovanih blagdana iz lokalnih kalendara, ali je dopustio njihovo zadržavanje na mjestima koja su imala posebnu vezu s blagdanom. Zatim je dodano: „Međutim, blagdan svete Filomene, djevice i mučenice (11. kolovoza), treba ukloniti iz svih kalendara”. Dokument iz 1961. bila je liturgijski direktorij, a ne crkvena deklaracija te nije bilo popraćeno zabranom pučkoga štovanja. Razlozi su bili većinom manjak povijesnih dokaza. Indijski biskup, čija je katedrala posvećena sv. Filomeni, navodi kako mu je papa Pavao VI. usmeno odobrio njezino štovanje te da se „nastavi kao i do sada”.
Louis Petit, svećenik, utemeljio je, 1876. godine, Bratovštinu Svete Filomene u Parizu. Papa Pio X. podigao ju je na stupanj Sveopće nadbratovštine s Apostolskim sažetkom „Pias Fidelium Societates”, u kojem se navodi, s obzirom na povijesnu autentičnost Filomene, sljedeće: „Određujemo da ove potvrde ostanu uvijek čvrste, važeće i na snazi; na ovaj način se mora uvijek prosuđivati; a ako se bilo što dogodi suprotno, to će biti ništavno, bez obzira tko je to proglasio”.

### Knjige
- Cvetković, Bogdan. Sveta Filomena: molitve i štovanje. Bratovština svete Filomene. Cista Provo.
- O'Sullivan, Paul. 1993. St. Philomena: The Wonder-Worker (engleski). 8. izdanje. TAN. Gastonia. ISBN 1246742810
- nepoznato. 1865. The life and miracles of Saint Philomena, virgin and martyr (engleski). TAN. New York. ISBN 0895555018
- Rimski misal, tipsko izdanje (engleski). 1920
- Prvo nacionalno hodočašće otkrivenom kipu sv. Filomene u Molvama. Informativna katolička agencija. Pristupljeno 16. kolovoza 2024.
- De calendariis particularibus (PDF). Acta Apostolicae Sedis (latinski). Rim. 14. veljače 1961.

## Vanjske poveznice
- Službene stranice svetišta sv. Filomene u Mugnano del Cardinale (tal.) (engl.)